# しずおかミニ情報
『しずおかミニ情報』（しずおかミニじょうほう）は、静岡第一テレビで放送されていた広報ミニ番組。放送時間は11:55 - 12:00で、『午後は○○おもいッきりテレビ』の前に放送されていた。現在、週末に放送されている『得ナビ!プラス』のような番組である。
| スタブアイコン | サブスタブ | この項目は、まだ閲覧者の調べものの参照としては役立たない、テレビ番組に関連した書きかけの項目です。この項目を加筆・訂正などしてくださる協力者を求めています（P:テレビ/PJ:放送または配信の番組）。 |